# Dominik Schmid (Handballspieler)
Dominik Schmid (* 7. September 1989 in Bregenz) ist ein österreichischer Handballspieler.

## Karriere
Schmid spielte bereits seit seiner Jugend für Alpla HC Hard, für den er bis 2014 in der Handball Liga Austria auflief und mit dem der 1,90 Meter große Rückraumspieler 2011/12, 2012/13 und 2013/14 die österreichische Meisterschaft sowie 2013/14 den nationalen Cup gewann. Zur Saison 2014/15 wechselte er zum deutschen Bundesliga-Aufsteiger SG BBM Bietigheim. 
Eine Saison später trat er mit der SG BBM den Gang in die Zweitklassigkeit an. Bereits vor dem Ende des bis 2017 laufendes Vertrages löste Schmid, im Dezember 2015, den Vertrag in Bietigheim auf und kehrte nach Hard zurück wo er einen Vertrag bis 2018 unterschrieb.
2016/17 und 2020/21 sicherte sich der Rechtshänder, mit dem Alpla HC Hard, erneut den österreichischen Meistertitel. 2017/18 konnte Schmid mit den Vorarlbergern den Cup-Sieg feiern, außerdem wurde er nach dieser Saison als „Handballer des Jahres“ ausgezeichnet. 2022/23 feierte er erneut den Pokalsieg mit Hard. Nach der Saison 2023/24 wird Schmid seine Karriere beenden.
Dominik Schmid gehört zum Kader der österreichischen Nationalmannschaft, für die er in bisher 53 Länderspielen 70 Tore erzielte.

## HLA-Bilanz
| 2008/09   | Alpla HC Hard                                                   | HLA                                                             | 6                                                               | 1                                                               | 5                                                               |                                                                 |                                                                 |                                                                 |                                                                 |                                                                 |
| 2009/10   | Alpla HC Hard                                                   | HLA                                                             | 50                                                              | 0                                                               | 50                                                              |                                                                 |                                                                 |                                                                 |                                                                 |                                                                 |
| 2010/11   | Alpla HC Hard                                                   | HLA                                                             | 108                                                             | 0                                                               | 108                                                             |                                                                 |                                                                 |                                                                 |                                                                 |                                                                 |
| 2011/12   | Alpla HC Hard                                                   | HLA                                                             | 107                                                             | 0                                                               | 107                                                             |                                                                 |                                                                 |                                                                 |                                                                 |                                                                 |
| 2012/13   | Alpla HC Hard                                                   | HLA                                                             | 158                                                             | 0                                                               | 158                                                             |                                                                 |                                                                 |                                                                 |                                                                 |                                                                 |
| 2013/14   | Alpla HC Hard                                                   | HLA                                                             | 111                                                             | 0                                                               | 111                                                             |                                                                 |                                                                 |                                                                 |                                                                 |                                                                 |
| 2015/16   | Alpla HC Hard                                                   | HLA                                                             | 56                                                              | 0/0                                                             | 56                                                              |                                                                 |                                                                 |                                                                 |                                                                 |                                                                 |
| 2016/17   | Alpla HC Hard                                                   | HLA                                                             | 127                                                             | 10/15                                                           | 117                                                             |                                                                 |                                                                 |                                                                 |                                                                 |                                                                 |
| 2017/18   | Alpla HC Hard                                                   | HLA                                                             | 147                                                             | 14/26                                                           | 133                                                             |                                                                 |                                                                 |                                                                 |                                                                 |                                                                 |
| 2019/20   | Saison aufgrund der COVID-19-Pandemie in Österreich abgebrochen | Saison aufgrund der COVID-19-Pandemie in Österreich abgebrochen | Saison aufgrund der COVID-19-Pandemie in Österreich abgebrochen | Saison aufgrund der COVID-19-Pandemie in Österreich abgebrochen | Saison aufgrund der COVID-19-Pandemie in Österreich abgebrochen | Saison aufgrund der COVID-19-Pandemie in Österreich abgebrochen | Saison aufgrund der COVID-19-Pandemie in Österreich abgebrochen | Saison aufgrund der COVID-19-Pandemie in Österreich abgebrochen | Saison aufgrund der COVID-19-Pandemie in Österreich abgebrochen | Saison aufgrund der COVID-19-Pandemie in Österreich abgebrochen |
| 2020/21   | Alpla HC Hard                                                   | HLA                                                             | 74                                                              | 0/0                                                             | 74                                                              |                                                                 |                                                                 |                                                                 |                                                                 |                                                                 |
| 2008–2021 | gesamt                                                          | HLA                                                             | 944                                                             | 25/42 (60 %)                                                    | 919                                                             |                                                                 |                                                                 |                                                                 |                                                                 |                                                                 |

## Privates
Sein Bruder Manuel Schmid ist ebenfalls Handballspieler und steht zurzeit bei HC Arbon unter Vertrag.

## Erfolge
- 5 × Österreichischer Meister 2011/12, 2012/13, 2013/14, 2016/17, 2020/21
- 3 × Österreichischer Pokalsieger 2013/14, 2017/18, 2022/23
- 1 × „HLA Handballer des Jahres“ 2017/18